# Isuwa

L'Isuwa parmi les grands royaumes du Moyen-Orient avant le début du règne de Suppiluliuma Ier, au moment où la situation du royaume hittite est la plus critique.

Isuwa ou Ishuwa est une région de l'Anatolie et de la Haute Mésopotamie antique, durant la seconde moitié du IIe millénaire av. J.-C. (l'Âge du bronze récent).

## Histoire
Elle était située dans l'actuelle province d'Elâzığ, en Turquie orientale, dans des vallées et des espaces montagneux localisés entre les cours de la Murat Su, l'Euphrate et le Tigre. En plus de disposer de quelques vallées fertiles, l'Isuwa disposait de mines de cuivre et d'une position stratégique entre des grands royaumes de l'époque, les Hittites à l'ouest et le Mitanni puis l'Assyrie au sud-est, qui l'ont tous convoité. Parmi les sites archéologiques connus qui ont sans doute appartenu à cette région, les plus importants sont Korocutepe et Norşuntepe.
La première attestation de l'Isuwa remonte au début du XIVe siècle av. J.-C., quand le roi hittite Tudhaliya Ier soumet cette région après son alliance avec le Mitanni. En représailles, ce dernier lance une offensive qui saccage l'Isuwa, même si les Hittites en gardent finalement le contrôle. Quand ceux-ci connaissent une période de déclin vers 1360, l'Isuwa se soulève et participe aux côtés d'autres régions aux tentatives de destruction du royaume hittite. Celles-ci échouent finalement face à la réaction de Suppiluliuma Ier (c. 1350-1322), qui ne tarde pas à lancer une offensive contre l'Isuwa, de façon à disposer d'une base d'où il lance des campagnes destructrices contre le Mitanni. À partir de ce moment, l'Isuwa est fermement implanté dans la mouvance hittite. Environ un siècle plus tard, Hattusili III (c. 1267/1265-1240/1237) donne une princesse hittite en mariage au prince d'Isuwa.
À la suite de la chute de l'empire hittite au début du XIIe siècle av. J.-C., l'Isuwa suscite les convoitises de l'Assyrie : Teglath-Phalasar Ier (1114-1076) puis plus de deux siècles après Salmanazar III (858-824) soumettent le pays d'Enzatu/Enzitu, situé en Isuwa. C'est la dernière attestation de ce pays antique.